# Conus atimovatae
Conus atimovatae é uma espécie de caracol marinho, um molusco gastrópode marinho na família Conidae. O tamanho da casca atinge 21 mm. Estes caracóis são predatórios e venenosos. Eles são capazes de "picar" os humanos.

## Descrição
O tamanho da casca atinge 21 mm.

## Distribuição
Esta espécie marinha pode ser encontrada ao largo do sul de Madagáscar.